# Horatosphaga amplipennis
Horatosphaga amplipennis är en insektsart som först beskrevs av Rehn, J.A.G. 1914.  Horatosphaga amplipennis ingår i släktet Horatosphaga och familjen vårtbitare. Inga underarter finns listade i Catalogue of Life.